# Nicrophorus lunatus
Nicrophorus lunatus (лат.) — вид жуков-мертвоедов из подсемейства могильщиков.

## Описание
Длина тела 12—25 мм. Переднеспинка округлой формы, с едва намеченными вдавленнями. Надкрылья чёрного цвета с одной ярко-красной перевязью в передней половине. Описаны аберрации, у которых вместо перевязи имеются только небольшие пятна или весь верх надкрылий одноцветный черный. Эпиплевры всегда красного цвета. Плечи и задний край надкрылий опушены короткими чёрными волосками. Заднегрудь посередине покрыта тёмно-жёлтыми волосками. Волоски боковых частей почти коричневые. Булава усиков удлинённая, двухцветная, её верхняя часть — красного цвета

## Ареал
Эндемик Средней Азии. Вид обычен в горах Джунгарского Алатау (по хребту Боро-Хоро заходит в Китай) и на хребтах Северного Тянь-Шаня.

## Биология
Жуки являются некрофагами: питаются падалью как на стадии имаго, так и на личиночной стадии. Жуки закапывают трупы мелких животных в почву и проявляют развитую заботу о потомстве — личинках, подготавливая для них питательный субстрат.